# 10160 Тоторо
10160 Тоторо (10160 Totoro) — астероїд головного поясу, відкритий 31 грудня 1994 року.
Тіссеранів параметр щодо Юпітера — 3,505.
Названо на честь казкового персонажа аніме студії Гіблі «Мій сусід Тоторо» (яп. となりのトトロ, Тонарі но Тоторо).